# Oxtunga
För vapentypen se Oxtunga (svärd). Även Gullviva har i vissa bygdemål detta namn.
Oxtunga (Anchusa officinalis) är en art i släktet oxtungor och familjen strävbladiga växter.

## Beskrivning
Oxtunga är en ört som kan bli upp till 60 cm hög. Kronbladen är violett-blå, sällsynt vita. Blommar juni-augusti.

## Habitat
Oxtunga är allmän i stora delar av Europa,  i Sverige främst i Götaland och östra Svealand, men finns sparsamt även utefter Norrlandskusten.
Finns på några ställen i USA, men är inte ursprunglig där.

### Utbredningskartor
- Norden
- Norra halvklotet

## Biotop
Växtplatser är vägkanter, gamla åkrar och ruderatmark.

## Bygdemål
| Namn                                                              | Trakt    | Anteckning                                                     | Anteckning |
| ----------------------------------------------------------------- | -------- | -------------------------------------------------------------- | ---------- |
|                                                                   |          |                                                                |            |
| Boglossa                                                          |          | [ 2 ]                                                          |            |
| Fåretungor                                                        | Uppland  | Avser enbart bladen Förväxla ej med Fårtunga, Anchusa arvensis |            |
| Horsaskräppa                                                      |          | [ 2 ]                                                          |            |
| Järnrot                                                           |          | [ 4 ]                                                          |            |
| Rast                                                              | Blekinge |                                                                |            |

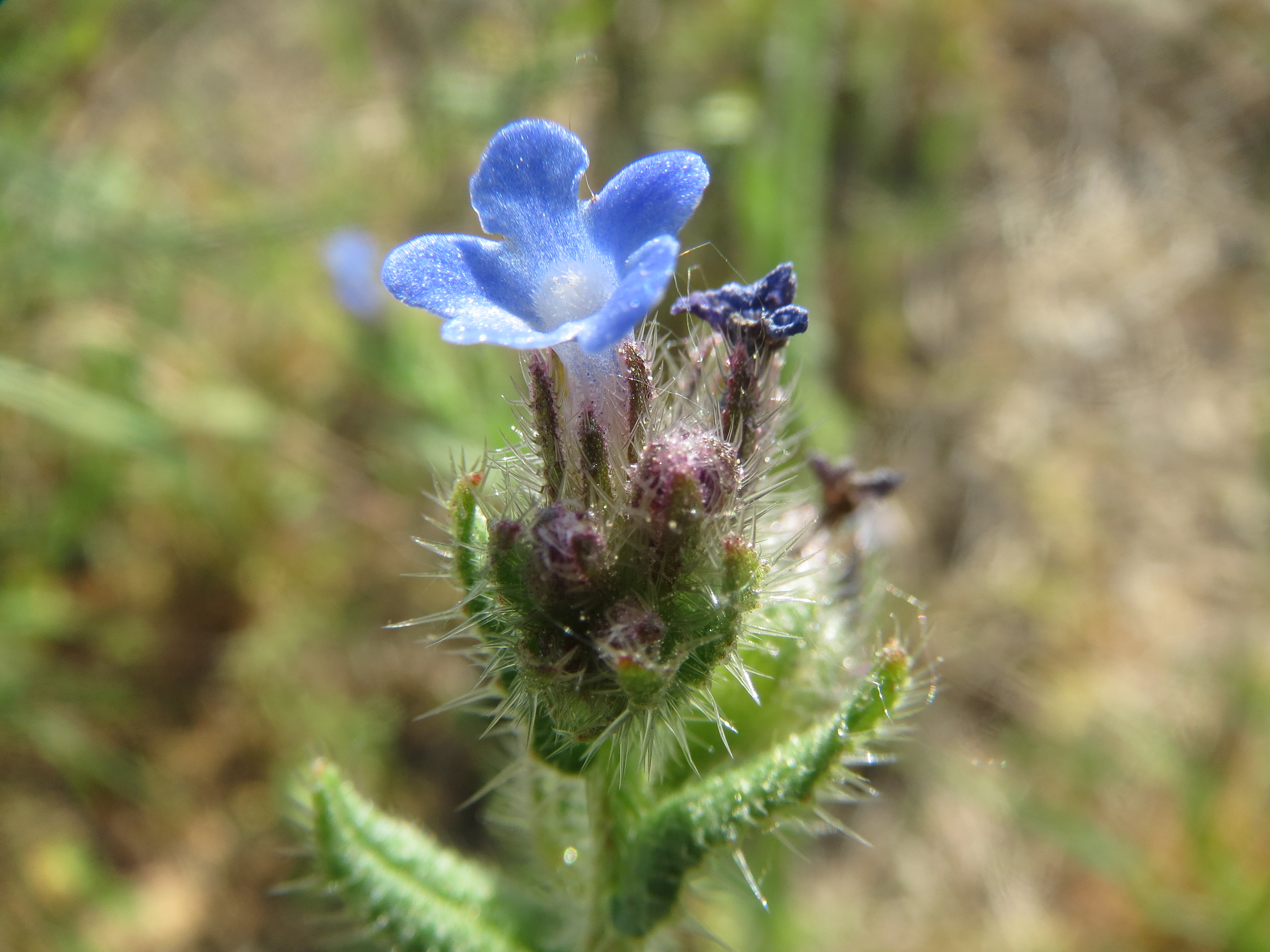
Fårtunga

| I äldre tider har även gullviva, (Primula veris) kallats oxtunga. |          |                                                                |            |